# Moskenes
Moskenes est une commune du comté de Nordland en Norvège. Moskenes fait partie des îles Lofoten, et occupe une partie de l'ile de Moskenes.

## Géographie
La commune de Moskenes est l'une des communes norvégiennes qui présente l'un des plus importants intérêts paysagers, avec ses villages de pêcheurs tels l'ile de Hamn, Reine (principale localité de la commune), Sørvågen, Moskenes, Å et Tind, sis aux pieds des falaises du Vestfjord.

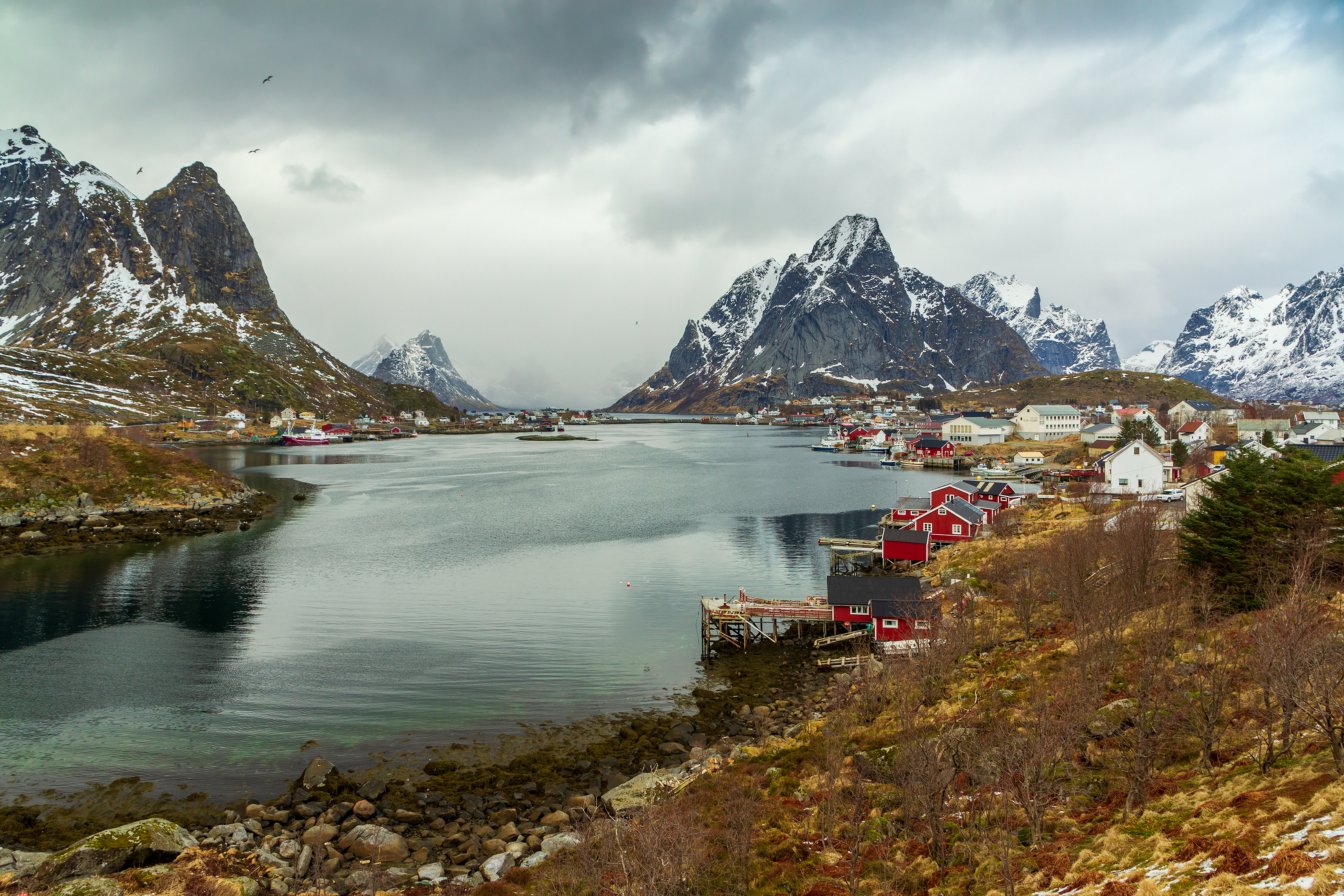
Le Reinefjorden (no) vers le nord à Moskenes. Avril 2017.
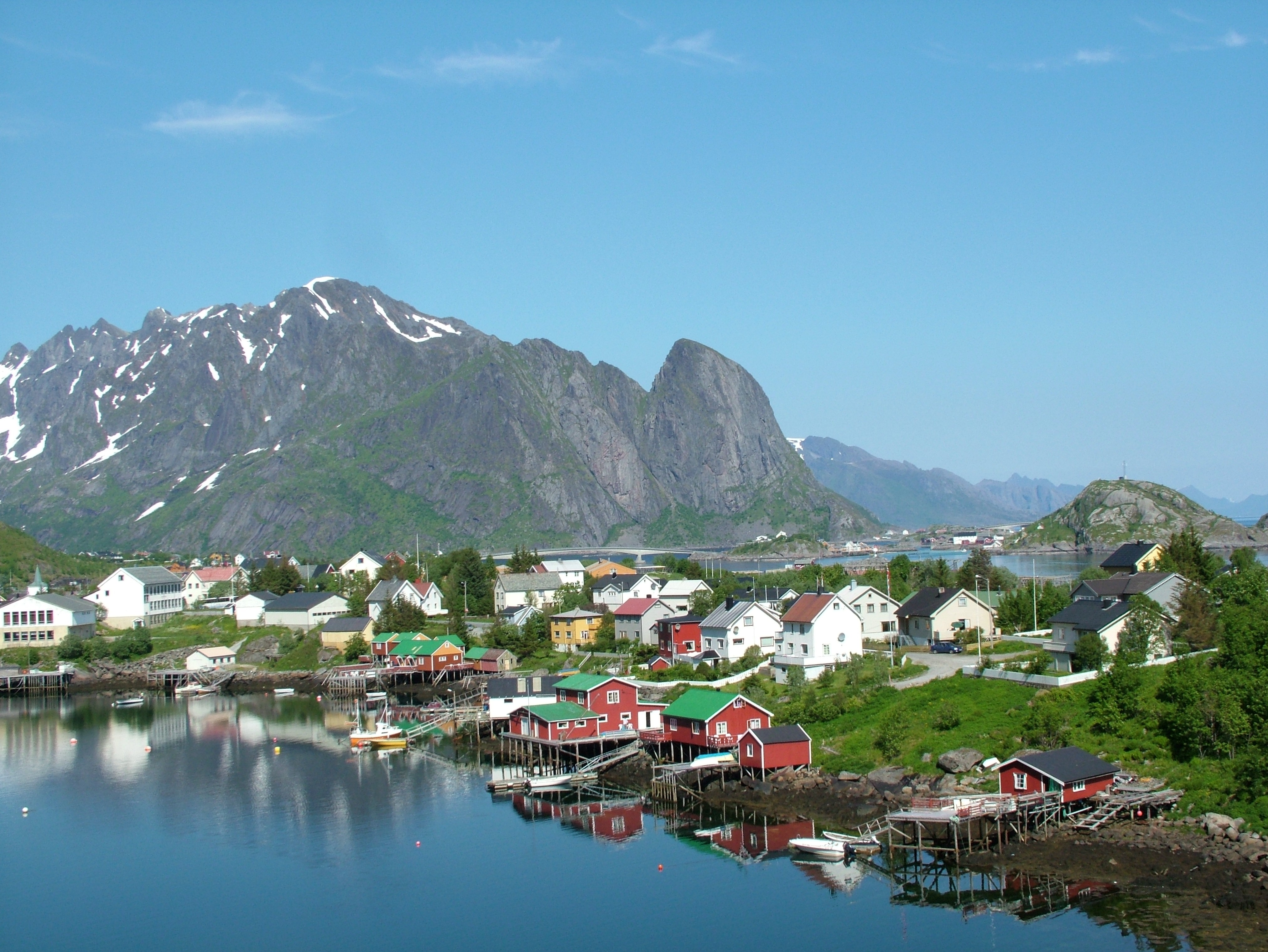
Reine, dans les îles Lofoten / Lofoten
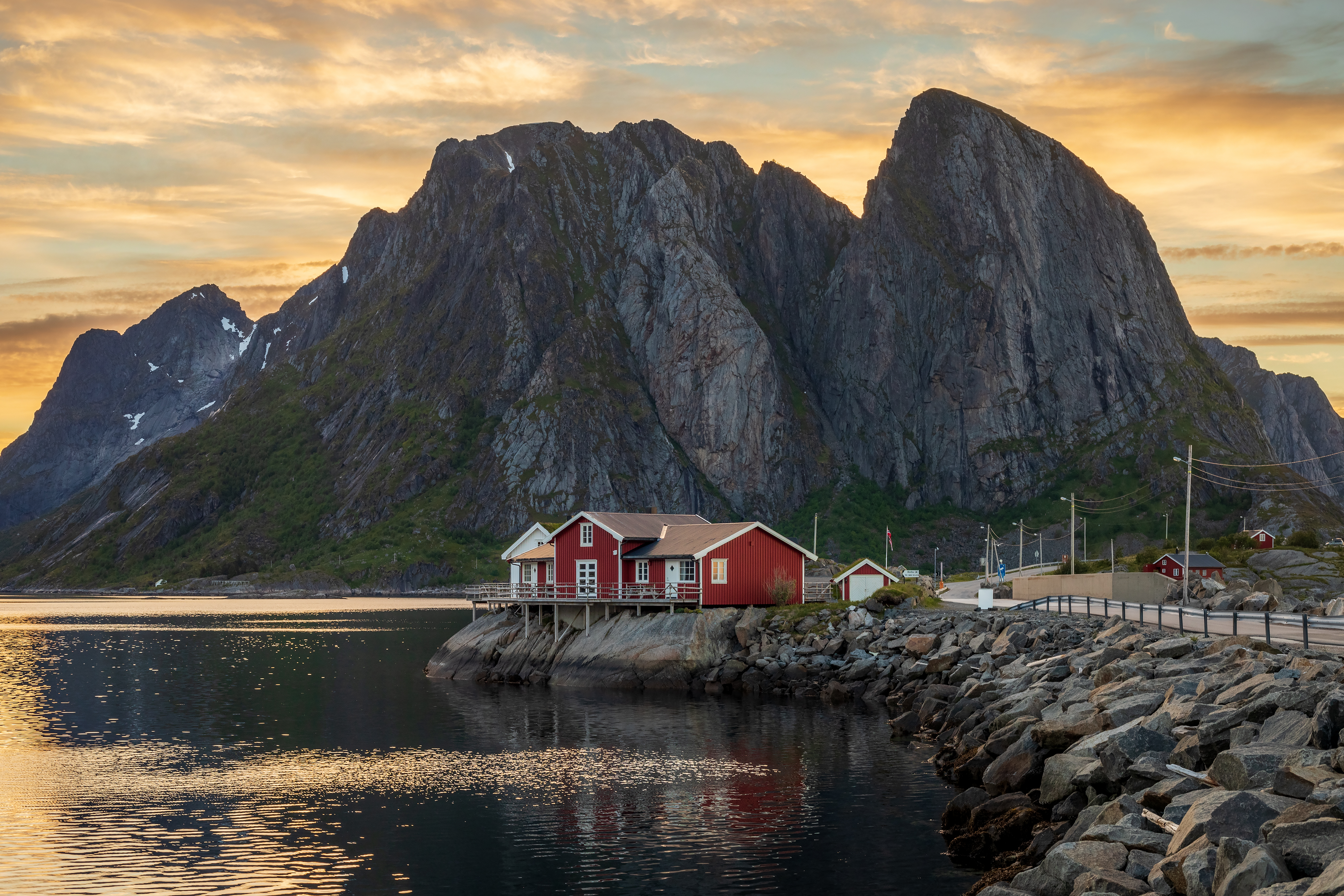
L'ilot Litl-Toppøya au Reinefjorden avec les monts du Festhæltinden qui se dressent sur l'autre rive à Moskenes. Juin 2022.
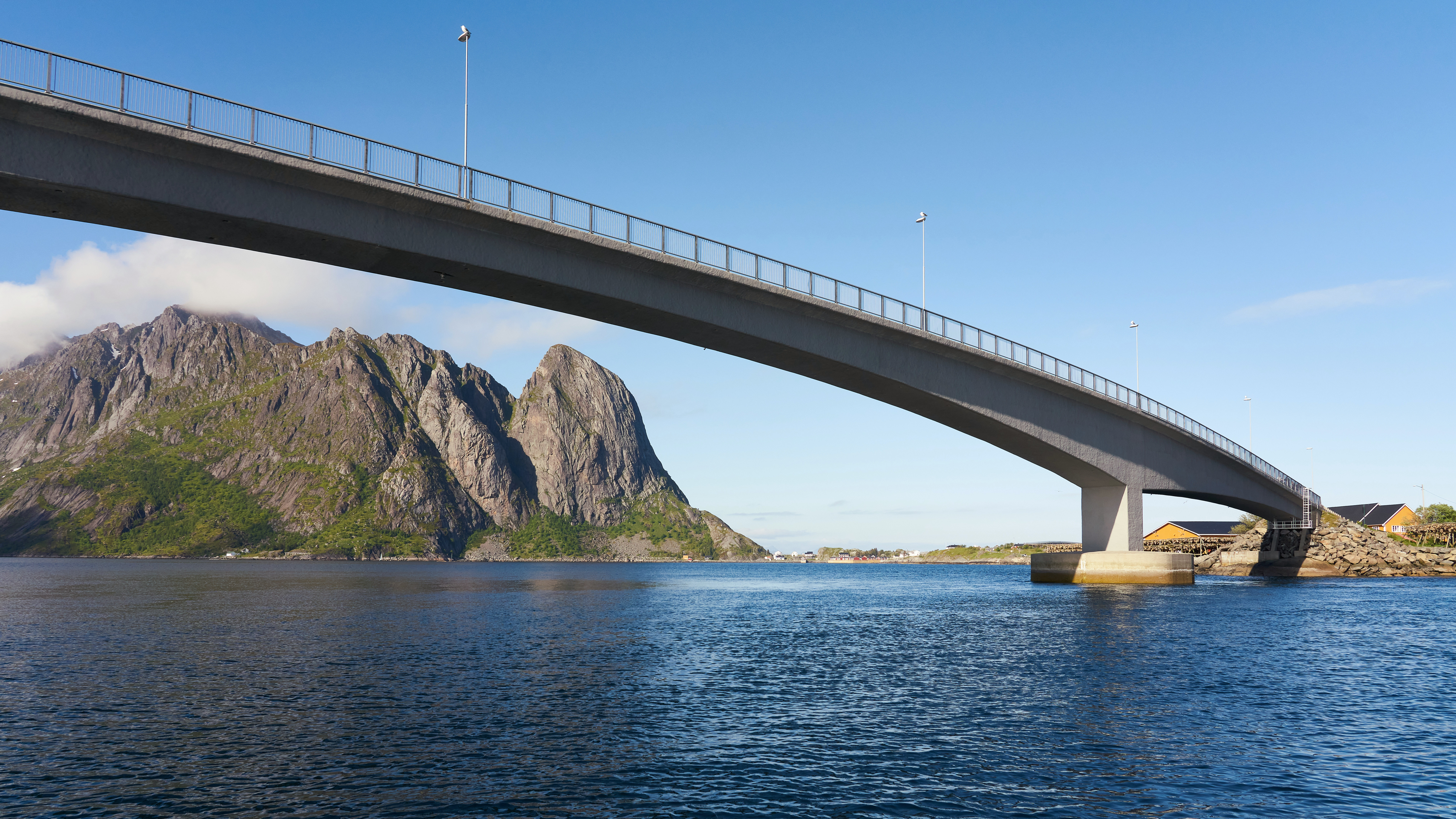
Pont entre les iles de Sakrisoya et Hamnøya, à Moskenes. Juin 2017.

Il existe, entre Lofotodden, l'extrémité méridionale du chapelet d'îles des Lofoten, et l'île distante de Mosken un fort courant de marée, le Moskstraumen, plus connu au niveau international sous le nom de Mælstrom, et craint par les marins. La spirale figurant sur les armoiries de la commune représente ce courant.
Sur la côte isolée nord-ouest peuvent être observées des peintures rupestres de l'âge de pierre.

### Localités
- Å (67° 53′ 00″ N, 12° 59′ 00″ E) ;
- Hamnøy (67° 57′ 00″ N, 13° 08′ 00″ E) ;
- Kjerkfjorden (68° 00′ 00″ N, 13° 01′ 00″ E) ;
- Reine (67° 56′ 00″ N, 13° 06′ 00″ E) ;
- Rostad
- Sørvågen (67° 53′ 00″ N, 13° 02′ 00″ E) ;
- Tind (67° 53′ 00″ N, 13° 00′ 00″ E) ;
- Vindstad.

## Administration
La commune de Moskenes a été créée le 1er juillet 1916 par scission de la commune de Flakstad. Le 1er janvier 1964, les deux communes ont à nouveau été unifiées, mais cette fois-ci sous le nom de Moskenes. Cette fusion ne dura que jusqu'au 1er janvier 1976, date à laquelle Flakstad est à nouveau devenue une commune à part entière.
Geir Wulff-Nilsen, issu du Moskenes Fellesliste (Liste mixte de Moskenes), est maire de la commune de Moskenes depuis 2007. Les dix-sept sièges du parlement communal sont répartis de la manière suivante: 8 membres du Moskenes Fellesliste, 5 membre du Parti du travail, 2 membres de la Bygdelista i Moskenes, un membre du Parti socialiste de gauche et un membre du Parti du progrès.

## Personnalités
- Hans Erik Dyvik Husby, musicien
- Birger Eriksen, commandant à Oscarsborg, et responsable du naufrage du Blücher dans la nuit du 8 au 9 avril 1940, le bateau allemand dépêché pour attaquer Oslo. Le naufrage du Blücher retarda l'invasion des forces allemandes et la prise d'Oslo, et permit la fuite de la famille royale avant l'arrivée des forces allemandes.

## Sources

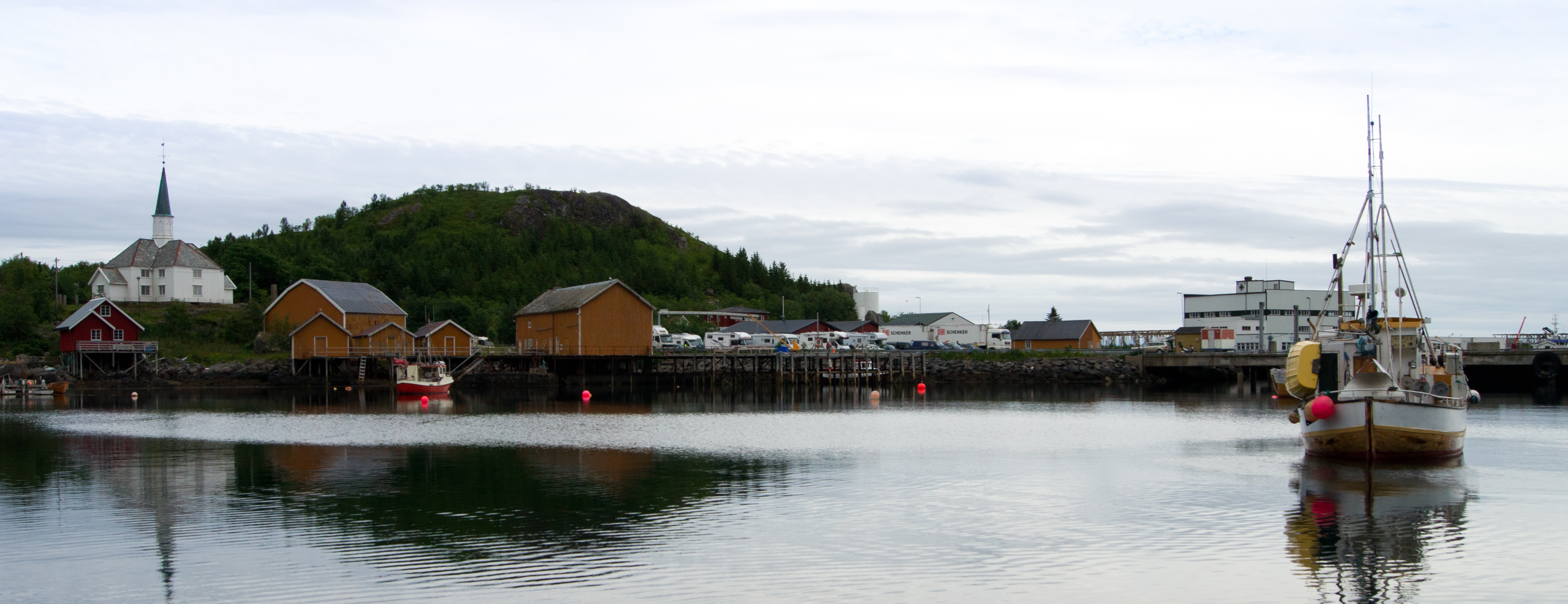
Le port de Moskenes.

- (en) Cet article est partiellement ou en totalité issu de l’article de Wikipédia en anglais intitulé « Moskenes » (voir la liste des auteurs).